# Мозер, Уильям
Уильям Х. Мозер (англ. William H. Moser) — американский дипломат. Посол США в Молдавии (2011—2015), посол США в Республике Казахстан (2019—2021).

## Ранние годы
Родился и вырос в Северной Каролине. Получил диплом в области политических наук в университете того же штата.

## Карьера

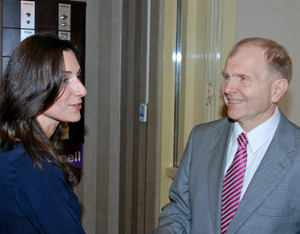
Уильям Мозер и Екатерина Згуладзе

Поступил на дипломатическую службу в 1984 году. Работал на Украине, в Казахстане, Египте, Суринаме, и Мали.
Занимал должности:
- Заместитель помощника Госсекретаря по управлению материально-техническим обеспечением в Госдепартаменте США,
- Директор по вопросам международной помощи и инновациям,
- Заместитель исполнительного директора по вопросам Европы и Евразии,
- Начальник отдела управления в Бюро по делам Ближнего Востока и Южной Азии,
- Советника посольства США в Киеве,
- Атташе по энергетическим вопросам в посольстве США в Алматы,
- и др.

Владеет английским, немецким, французским и русским языками.

## Награды
- Медаль Министерства обороны США за гражданскую службу (2011)
- Премия за отличную административную работу (2003)

## Семья
Женат, воспитывает троих детей.